# 20197 Enriques
20197 Enriques este un asteroid din centura principală de asteroizi.

## Descriere
20197 Enriques este un asteroid din centura principală de asteroizi. A fost descoperit pe 14 februarie 1997 la Prescott (Arizona) de Paul G. Comba. Asteroidul prezintă o orbită caracterizată de o semiaxă mare de 2,69 ua, o excentricitate de 0,12 și o înclinație de 13,7° în raport cu ecliptica.